# Sentenced
Sentenced fue una banda finlandesa de heavy metal que tocó death metal melódico en sus primeros años. La banda se formó en 1989, en la ciudad de Oulu, Finlandia, y se disolvió en 2005.

## Biografía
La historia comienza en el año de 1988, cuando los dos guitarristas Miika Tenkula y Sami Lopakka y el baterista Vesa Ranta se reunieron en Oulu Finlandia y formaron Deformity. En el año 1989 cambiaron el nombre de la banda a Sentenced. Un año después lanzaron su primera demo, titulada “When death join us…”
Un poco después de la grabación de su primer demo, la banda incorporó a un nuevo vocalista y bajista llamado Taneli Jarva. No mucho más tarde Sentenced firmó un contrato con un pequeño sello francés, el cual lanzó su álbum debut “Shadows of the Past” en 1991. 
Para su siguiente disco, “North from here” (1993), Sentenced cambió a la famosa compañía discográfica finlandesa Spinefarm Records. Su música había girado del típico sonido del death metal a un estilo más técnico, hacia la clase de death metal melódico conocido como ‘gothenburg’. El mismo año Sentenced también lanzó un MCD llamado ‘The Trooper’, el cual incluía una versión del clásico de Iron Maiden ‘The Trooper’. Este fue el último lanzamiento hecho por Spinefarm. 
En 1994 Sentenced decidió cambiar de compañía discográfica de nuevo. Esta vez firmaron un acuerdo, el cual era muy beneficioso para ambas partes. La compañía alemana Century Media contrató a Sentenced para una distribución a nivel mundial y también decidió relanzar de nuevo sus dos primeros discos. El primer lanzamiento con Century Media, “Amok” (1994) fue el despegue definitivo con 35000 copias vendidas en todo el mundo. Una vez más se decidieron a explorar nuevos campos y su sonido se hizo más melódico con nueve sorprendentes canciones de pura desesperación emocional, manteniendo todavía las raíces de su death metal. Ese mismo año también lanzaron su segundo MCD titulado “Love & death” En 1996 cuando Sentenced parecía estar en lo más alto, los fanes se sintieron decepcionados al conocer la marcha del vocalista/bajista Taneli Jarva. Las razones oficiales de su marcha fueron que el éxito se había convertido en una carga excesiva para él. La banda no tardó en encontrar un reemplazo a Taneli y llamaron a Ville Laihiala. 
El cuarto disco de Sentenced, “Down” (1996) fue producido en los Estudios Woodhouse en el otoño del mismo año. El cambio de Taneli Jarva, el cual tenía una voz profunda y gutural, por la voz más limpia de Laihiala fue una tarea peligrosa de la que una vez más Sentenced salió victorioso. “Down” consiguió grandes críticas en las revistas musicales de todo el mundo, y fue nombrado disco del mes en revistas alemanas como Rock Hard y Metal Hammer. Los años 96 y 97 vieron a Sentenced en una exitosa gira mundial, con tours en Europa, Norteamérica y Japón. En mayo de 1998 empezó la grabación de la continuación de “Down”. Una vez más trabajaron con Waldemar Sorychta en los estudios Woodhouse en Alemania. El lanzamiento en ese mismo año de “Frozen”, vio a la banda seguir musicalmente en la senda que habían seguido con “Down”, con la crudeza y desesperación de las letras como parte consistente con la música. Al final del nuevo milenio Sentenced publicó su sexto trabajo “Crimson”. Consiguió llevar a lo más alto de las listas finlandesas.
Dos años después publican el álbum "The Cold White Light", la banda se vio en una luz ligeramente diferente, las letras que muestran algunas canciones son de auto-ironía e incluso un poco positivas.
A principios de 2005, la banda pública "The Funeral Album" y anuncia su separación después de la gira. Se realizaron muchos conciertos de despedida durante la primavera y el verano y terminó con un último concierto el 1 de octubre de 2005 en su ciudad natal Oulu, Finlandia del cual grabaron un DVD con el nombre de "Buried Alive" (Enterrados Vivos) que salió a la venta en el Music Video Festival de Oulu, el 9 de septiembre de 2006.
El 18 de febrero de 2009 fallece su guitarrista Miika Tenkula en su casa, a la edad de 34 años. La causa fue un episodio cardiaco causado por un defecto congénito; sin embargo, su grave alcoholismo y mal estado de salud pudieron haber contribuido con su deceso.

## Miembros
Comienzo
- Taneli Jarva - Bajo, - (1989-1995)
- Miika Tenkula - Guitarra, - (1989-2005)
- Sami Lopakka - Guitarra - (1989-2005)
- Vesa Ranta - Batería - (1989-2005)

Últimos
- Ville Laihiala - Vocalista - (1996-2005)
- Miika Tenkula - Guitarra - (1989-2005) (RIP) (19/02/2009)
- Sami Lopakka - Guitarra - (1989-2005)
- Sami Kukkohovi - Bajo - (1996-2005)
- Vesa Ranta - Batería - (1989-2005)

## Discografía

### Álbumes
- Shadows of the Past (1991)
- North from Here (1993)
- Amok (1995)
- Down (1996)
- Frozen (1998)
- Crimson (2000)
- The Cold White Light (2002)
- The Funeral Album (2005)
- Buried Alive (2006)

### EP
- The Trooper EP (1993)
- Love & Death (1995)

### Sencillos
- Killing Me Killing You (1999)
- No One There (2002)
- Routasydän (2003)
- Ever-Frost (2005)
- The Glow of 1000 Suns / Amok Run  (2008)

### Álbum Recopilatorio
- Story: A Recollection  (1997)
- Manifesto of Sentenced (2009)

### DVD
- Buried Alive (2006)